# Герман (Хавиаропулос)
Митрополит Герман Хавиаро́пулос (греч. Μητροπολίτη Γερμανός Χαβιαρόπουλος; 2 января 1931, Стамбул — 12 апреля 2022, Бейоглу, Стамбул) — епископ Константинопольской православной церкви, митрополит Транупольский (1987—2022). Музыковед и знаток церковного византийского пения.

## Биография
Родился 2 января 1931 года в Стамбуле.
Окончил Зографскую гимназию. В 1954 году окончил Халкинскую богословскую школу.
21 января 1967 года был хиротонисан во диакона и проходил своё служение при Константинопольской патриархии, где с 1970 годы был секретарём Священного синода.
12 января 1973 года состоялась его хиротония в сан пресвитера после чего он трудился в должности кодикографа Священного синода.
14 января того же года хиротонисан во епископа Тралльского, викария Константинопольской архиепископии.
5 февраля 1987 года возведён в достоинство титулярного митрополита Транупольского.
2 октября 1990 года стал правящим митрополитом Транупольским.
Скончался 12 апреля 2022 года в Стамбуле.